# Назаретанки в Беларуси
Назаретанки в Белоруссии — филиал (провинция с 2008 года) Ордена назаретанок в Белоруссии.

## История

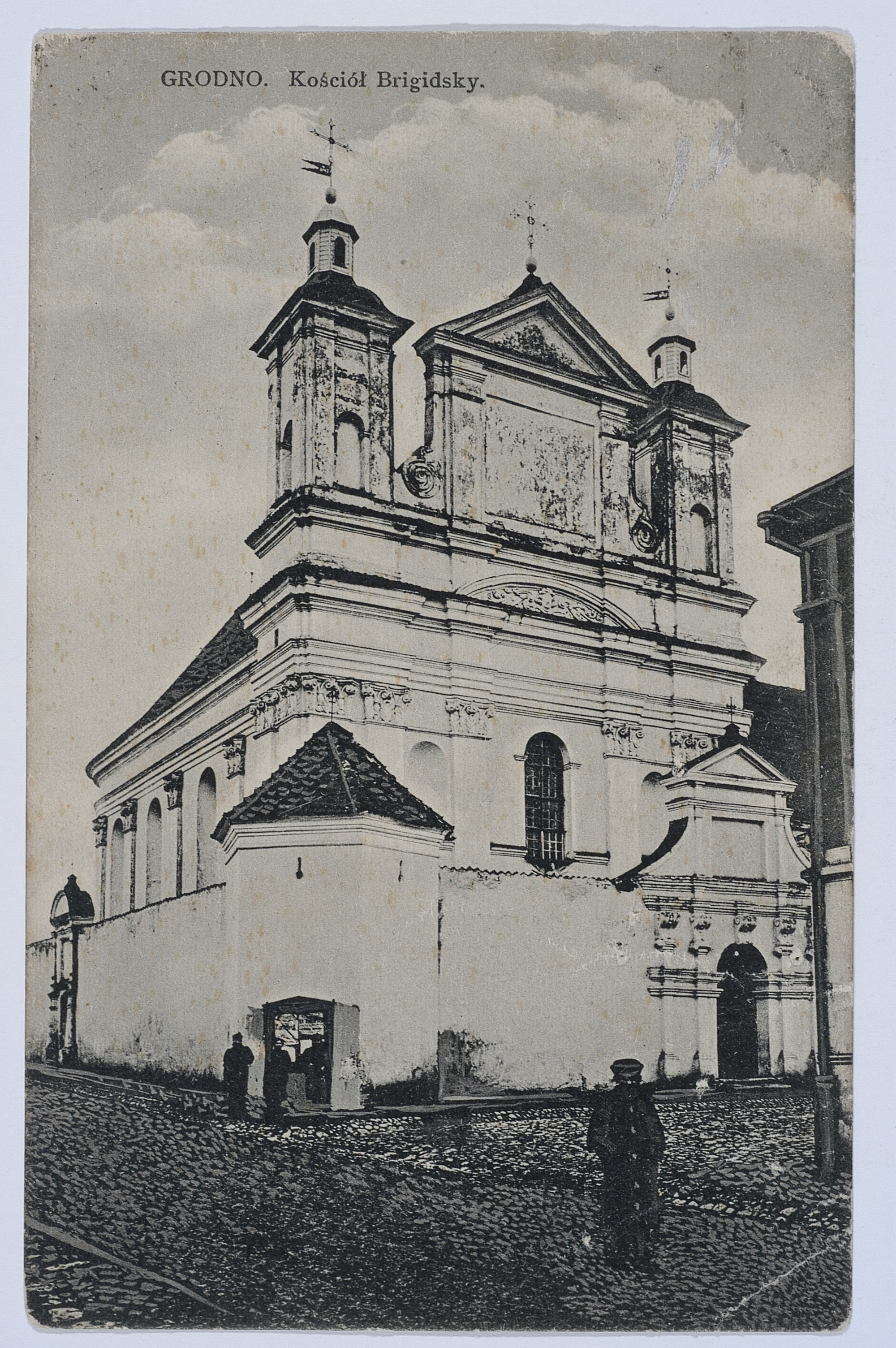
Костёл Благовещения Пресвятой Девы Марии в Гродно

Осенью 1908 года 3 сестры Ордена Святой Семьи из Назарета приехали в Гродно на место сестёр бригиток. Первой настоятельницей монастыря была Павла Мария Гажич, скончавшаяся в 1935 году. Религиозные сёстры имели послушничество в своём монастыре. Всего до войны здесь жили и работали около 100 сестёр, в основном обучая детей.
Первые сёстры приехали в Новогрудок по приглашению епископа Зигмунта Лозинского в сентябре 1929 года.

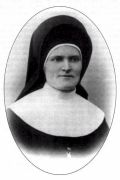
Мария Канизия (Евгения Мацкевич) была организатором польского подпольного образования во время немецкой оккупации

Во время немецкой оккупации сестра Мария Канизия (Евгения Мацкевич) организовала тайное преподавание польского языка и истории в Новогрудке по просьбе родителей польских детей. Занятия проводились в частных домах, а количество учеников не превышало 50 человек. Весной 1943 года детей готовили к Первому Причастию. Школу обнаружили белорусы, которые составили донос до офицера жандармерии — Панькова. Однако он благосклонно относился к полякам и проигнорировал донос. Вскоре донос был повторен в гестапо. Занятия продолжались до тех пор, пока монахини не были арестованы. 31 июля сестра Мария Канизия и ещё 10 монахинь были арестованы по приказу гебетскомиссара, а позже, 1 августа 1943 года, около 4 часов, расстреляны в лесу в 5 км от Новогрудка. Во время войны был взят и монастырь, который позже был превращен в госпиталь для душевнобольных. Сёстры были вынуждены жить в одной комнате в семинарии, разделенным на две части: столовую и спальню.
В 1958 году в Гродно осталось всего 4 сестры. В 1990-е монастырь был возвращен сестрам. В 2000 году Папа Иоанн Павел II причислил к лику святых 11 монахинь — мучениц из Новогрудка: блаженную Марию Стеллу Мардосевич и десять её соратниц.
Сегодня сёстры римско-католической церкви в Белоруссии работают в приходах при церквах, в епископских курий, занимаются катехизацией. В Гродно сёстры работают также в семейной консультации и в бесплатной столовой для людей без места жительства. Дамы Ордена существуют в Гродно, Будславе, Ивенец, Лиде, Минске, Сморгони, Молодечно, Новогрудке, Костеневичах.
13 сентября 2008 года в костёле Благовещения Пресвятой Девы Марий в Гродно в присутствии митрополита Тадеуша Кондрусевича, епископов Антония Демьянки и Александра Кашкевича, а также генеральной матушки назаретанок Дженис Фульмер было учреждено была торжественно объявлена Белорусская провинция ордена во главе с сестрой Неревушей Подельницкой.